# Collège Stanislas
O Collège Stanislas coloquialmente conhecida como Stan, é uma escola católica particular altamente seletiva em Paris, localizada na "Rue Notre-Dame-des-Champs" no 6º arrondissement. Tem mais de 3.000 alunos, desde a pré-escola até as classes préparatoires (aulas para preparar os alunos para entrar nas grandes escolas de elite, como École Polytechnique, CentraleSupélec, ESSEC Business School, ESCP Business School e HEC Paris), e é a maior escola particular da França. Stanislas é considerada uma das escolas francesas de maior prestígio e elite. A escola foi classificada primeiro em 2019 para o ensino médio.

## Alunos famosos
- Édouard Baer, um ator, encenador, radialista, roteirista e apresentador francês
- Alain Besançon, um historiador francês
- Roland Garros, um pioneiro da aviação francesa
- Patrick de Rousiers, um general reformado da Força Aérea Francesa

## Ligação externa
- Página oficial